# PARRY
Пэрри (англ. PARRY) — помимо Элизы (ELIZA), другой известный ранний виртуальный собеседник (chatterbot). PARRY был написан в 1972 году психиатром Кеннетом Колби (Kenneth Colby), работавшим тогда в Стэнфордском Университете.
В то время как ЭЛИЗА «пародировала» (по словам её автора Джозефа Вейзенбаума) врача психотерапевта, PARRY пытался моделировать параноидного шизофреника. Программа реализовала грубую модель поведения параноидного шизофреника, основанную на понятиях, представлениях, и вере (суждениях о представлениях: принять, отвергнуть, отнестись нейтрально). Кеннет также воплотил диалоговую стратегию, и PARRY был намного более серьёзной и продвинутой программой, чем ЭЛИЗА.
PARRY и ЭЛИЗА (также известная как «Доктор») «встречались» несколько раз. Самые известные из этих обменов произошли в 1972 году на ICCC, где PARRY и ЭЛИЗА были соединены по ARPANET и «говорили» друг c другом.